# Copa de Campeones de América 1960
Navigation
Édition précédente Édition suivante
La Copa Libertadores 1960 est la 1re édition de la Copa Libertadores. Le club vainqueur de la compétition est désigné champion d'Amérique du Sud 1960.
La finale s'est jouée en match aller-retour les 12 et 19 juin 1960 entre le Club Atlético Peñarol et le Club Olimpia et a vu la victoire de Peñarol, qui fut donc le premier champion sud-américain de football.

## Participants
7 clubs de 7 pays différents participent à la Copa Libertadores 1961. Il s'agit des vainqueurs des championnats d'Argentine, de Bolivie, du Chili, de Colombie, du Paraguay et d'Uruguay ainsi que le vainqueur du Taça Brasil, le Championnat du Brésil n'ayant été créé que plus tard en 1971. Les fédérations de l'Équateur, du Pérou et du Venezuela n'ont envoyé aucun club disputer cette compétition.
- Peñarol - Champion d'Uruguay 1959
- Jorge Wilstermann Cochabamba - Champion de Bolivie 1959
- San Lorenzo - Champion d'Argentine 1959
- Esporte Clube Bahia -  Champion du Brésil 1959
- Universidad de Chile - Champion du Chili 1959
- Millonarios - Champion de Colombie 1959
- Club Olimpia - Champion du Paraguay 1959

## Compétition
La compétition se dispute sur trois tours. En finale, le Club Atlético Peñarol bat le Club Olimpia et devient le premier champion sud-américain de football.
|  | Premier tour                 | Premier tour                 | Premier tour          | Premier tour        |             |             | Demi-finales          | Demi-finales          | Demi-finales          | Demi-finales          |  |  | Finale             | Finale             | Finale             | Finale             |
|  |                              |                              |                       |                     |             |             |                       |                       |                       |                       |  |  |                    |                    |                    |                    |
|  | 19 et 30 avril 1960          | 19 et 30 avril 1960          | 19 et 30 avril 1960   | 19 et 30 avril 1960 |             |             | 18, 24 et 29 mai 1960 | 18, 24 et 29 mai 1960 | 18, 24 et 29 mai 1960 | 18, 24 et 29 mai 1960 |  |  | 12 et 19 juin 1960 | 12 et 19 juin 1960 | 12 et 19 juin 1960 | 12 et 19 juin 1960 |
|  | 19 et 30 avril 1960          | 19 et 30 avril 1960          | 19 et 30 avril 1960   | 19 et 30 avril 1960 |             |             | 18, 24 et 29 mai 1960 | 18, 24 et 29 mai 1960 | 18, 24 et 29 mai 1960 | 18, 24 et 29 mai 1960 |  |  | 12 et 19 juin 1960 | 12 et 19 juin 1960 | 12 et 19 juin 1960 | 12 et 19 juin 1960 |
|  | Peñarol                      | Peñarol                      | 7                     | 1                   |             |             | 18, 24 et 29 mai 1960 | 18, 24 et 29 mai 1960 | 18, 24 et 29 mai 1960 | 18, 24 et 29 mai 1960 |  |  | 12 et 19 juin 1960 | 12 et 19 juin 1960 | 12 et 19 juin 1960 | 12 et 19 juin 1960 |
|  | Peñarol                      | Peñarol                      | 7                     | 1                   |             |             | 18, 24 et 29 mai 1960 | 18, 24 et 29 mai 1960 | 18, 24 et 29 mai 1960 | 18, 24 et 29 mai 1960 |  |  | 12 et 19 juin 1960 | 12 et 19 juin 1960 | 12 et 19 juin 1960 | 12 et 19 juin 1960 |
|  | Jorge Wilstermann Cochabamba | Jorge Wilstermann Cochabamba | 1                     | 1                   |             |             | 18, 24 et 29 mai 1960 | 18, 24 et 29 mai 1960 | 18, 24 et 29 mai 1960 | 18, 24 et 29 mai 1960 |  |  | 12 et 19 juin 1960 | 12 et 19 juin 1960 | 12 et 19 juin 1960 | 12 et 19 juin 1960 |
|  | Jorge Wilstermann Cochabamba | Jorge Wilstermann Cochabamba | 1                     | 1                   | Peñarol     | Peñarol     | 1                     | 0 [2]                 |                       |                       |  |  | 12 et 19 juin 1960 | 12 et 19 juin 1960 | 12 et 19 juin 1960 | 12 et 19 juin 1960 |
|  | 20 avril et 3 mai 1960       |                              |                       |                     | Peñarol     | Peñarol     | 1                     | 0 [2]                 |                       |                       |  |  | 12 et 19 juin 1960 | 12 et 19 juin 1960 | 12 et 19 juin 1960 | 12 et 19 juin 1960 |
|  |                              |                              | San Lorenzo           | San Lorenzo         | 1           | 0 [1]       |                       |                       |                       |                       |  |  | 12 et 19 juin 1960 | 12 et 19 juin 1960 | 12 et 19 juin 1960 | 12 et 19 juin 1960 |
|  | San Lorenzo                  | San Lorenzo                  | San Lorenzo           | San Lorenzo         | 1           | 0 [1]       | 3                     | 2                     |                       |                       |  |  | 12 et 19 juin 1960 | 12 et 19 juin 1960 | 12 et 19 juin 1960 | 12 et 19 juin 1960 |
|  | San Lorenzo                  | San Lorenzo                  | 29 mai et 5 juin 1960 |                     |             |             | 3                     | 2                     |                       |                       |  |  | 12 et 19 juin 1960 | 12 et 19 juin 1960 | 12 et 19 juin 1960 | 12 et 19 juin 1960 |
|  | Esporte Clube Bahia          | Esporte Clube Bahia          | 0                     | 3                   |             |             |                       |                       |                       |                       |  |  | 12 et 19 juin 1960 | 12 et 19 juin 1960 | 12 et 19 juin 1960 | 12 et 19 juin 1960 |
|  | Esporte Clube Bahia          | Esporte Clube Bahia          | 0                     | 3                   | Peñarol     | Peñarol     | 1                     | 1                     |                       |                       |  |  |                    |                    |                    |                    |
|  | 8 et 15 mai 1960             |                              |                       |                     | Peñarol     | Peñarol     | 1                     | 1                     |                       |                       |  |  |                    |                    |                    |                    |
|  |                              |                              | Club Olimpia          | Club Olimpia        | 0           | 1           |                       |                       |                       |                       |  |  |                    |                    |                    |                    |
|  | Universidad de Chile         | Universidad de Chile         | Club Olimpia          | Club Olimpia        | 0           | 1           | 0                     | 0                     |                       |                       |  |  |                    |                    |                    |                    |
|  | Universidad de Chile         | Universidad de Chile         |                       |                     |             |             |                       |                       |                       |                       |  |  |                    |                    |                    |                    |
|  | Millonarios                  | Millonarios                  | 6                     | 1                   |             |             |                       |                       |                       |                       |  |  |                    |                    |                    |                    |
|  | Millonarios                  | Millonarios                  | 6                     | 1                   | Millonarios | Millonarios | 0                     | 1                     |                       |                       |  |  |                    |                    |                    |                    |
|  |                              |                              |                       |                     | Millonarios | Millonarios | 0                     | 1                     |                       |                       |  |  |                    |                    |                    |                    |
|  |                              |                              | Club Olimpia          | Club Olimpia        | 0           | 5           |                       |                       |                       |                       |  |  |                    |                    |                    |                    |
|  |                              |                              |                       |                     | 0           | 5           |                       |                       |                       |                       |  |  |                    |                    |                    |                    |
|  |                              |                              |                       |                     |             |             |                       |                       |                       |                       |  |  |                    |                    |                    |                    |
|  |                              |                              |                       |                     |             |             |                       |                       |                       |                       |  |  |                    |                    |                    |                    |
|  |                              |                              |                       |                     |             |             |                       |                       |                       |                       |  |  |                    |                    |                    |                    |
|  |                              |                              |                       |                     |             |             |                       |                       |                       |                       |  |  |                    |                    |                    |                    |

[ ] = Match d'appui disputé à Montevideo